# Balanus tuboperforatus
Balanus tuboperforatus is een zeepokkensoort uit de familie van de Balanidae. De wetenschappelijke naam van de soort is voor het eerst geldig gepubliceerd in 1962 door Kolosváry.